# Рижиков Сергій Вікторович
Сергій Вікторович Рижиков (рос. Сергей Викторович Рыжиков, нар. 19 вересня 1980, Шебекіно, Бєлгородська область) — російський футболіст, воротар клубу «Рубін» та національної збірної Росії.
Дворазовий чемпіон Росії. Дворазовий володар Суперкубка Росії.

## Клубна кар'єра
У дорослому футболі дебютував 1999 року виступами за команду клубу «Салют-Енергія», в якій провів два сезони, взявши участь у 35 матчах професійних турнірів.
Згодом з 2002 по 2006 рік грав у складі команд клубів «Сатурн» (Раменське) та «Анжі».
Своєю грою за останню команду привернув увагу представників тренерського штабу клубу «Локомотив» (Москва), до складу якого приєднався 2006 року. Відіграв за московських залізничників лише дві гри чемпіонату. 2007 року був відданий в оренду до «Томі».
До складу клубу «Рубін» приєднався 2008 року. Відтоді встиг відіграти за казаньську команду 178 матчів в національному чемпіонаті.

## Виступи за збірну
2011 року дебютував в офіційних матчах у складі національної збірної Росії.

## Титули і досягнення
- Чемпіон Росії (2):

«Рубін»: 2008, 2009
- Володар Кубка Росії (2):

«Рубін»: 2006–07, 2011–12
- Володар Суперкубка Росії (2):

«Рубін»: 2010, 2012